# Глазунов Володимир Іванович
Володи́мир Іва́нович Глазуно́в (4 липня 1925 — 11 листопада 1992) — радянський військовик, в роки Другої світової війни — стрілець 105-го гвардійського стрілецького полку 34-ї гвардійської стрілецької дивізії, гвардії рядовий. Герой Радянського Союзу (1944).

## Життєпис
Народився 4 липня 1925 року в селищі Авдіївка, нині — місто в Донецькій області, в родині робітника. Росіянин. Закінчив 7 класів школи і 1 курс залізничного училища у 1941 році.
До лав РСЧА призваний Авдіївським РВК у вересні 1943 року. Учасник німецько-радянської війни з 17 жовтня 1943 року. Воював на Південному, 4-му, 3-му та 2-му Українських фронтах.
Особливо стрілець 105-го гвардійського стрілецького полку 34-ї гвардійської стрілецької дивізії 46-ї армії гвардії рядовий В. І. Глазунов відзначився у боях на території Молдови. Він перебував у складі групи з десяти бійців під командуванням гвардії лейтенанта Б. С. Васильєва-Китіна, яка під щільним вогнем супротивника захопила стратегічно важливу висоту на правому березі річки Дністер поблизу села Раскаєць (нині — Штефан-Водський район Молдови). 17-18 квітня 1944 року протягом 36 годин гвардійці відбили 17 ворожих контратак, знищивши при цьому 250 солдатів і офіцерів супротивника.
У грудні 1945 року був демобілізований. Член КПРС з 1946 року. Мешкав і працював у місті Авдіївка, а згодом переїхав до міста Мінеральні Води Ставропольського краю, де й помер 11 листопада 1992 року.

## Нагороди
Указом Президії Верховної Ради СРСР від 13 вересня 1944 року «за зразкове виконання бойових завдань командування на фронті боротьби з німецько-фашистськими загарбниками та виявлені при цьому відвагу і героїзм», гвардії рядовому Глазунову Володимиру Івановичу присвоєне звання Героя Радянського Союзу з врученням ордена Леніна і медалі «Золота Зірка» (№ 4860).
Також нагороджений орденом Вітчизняної війни 1-го ступеня (11.03.1985), медаллю «За відвагу» (21.04.1944) та іншими медалями.